# Kloster Gorni Woden

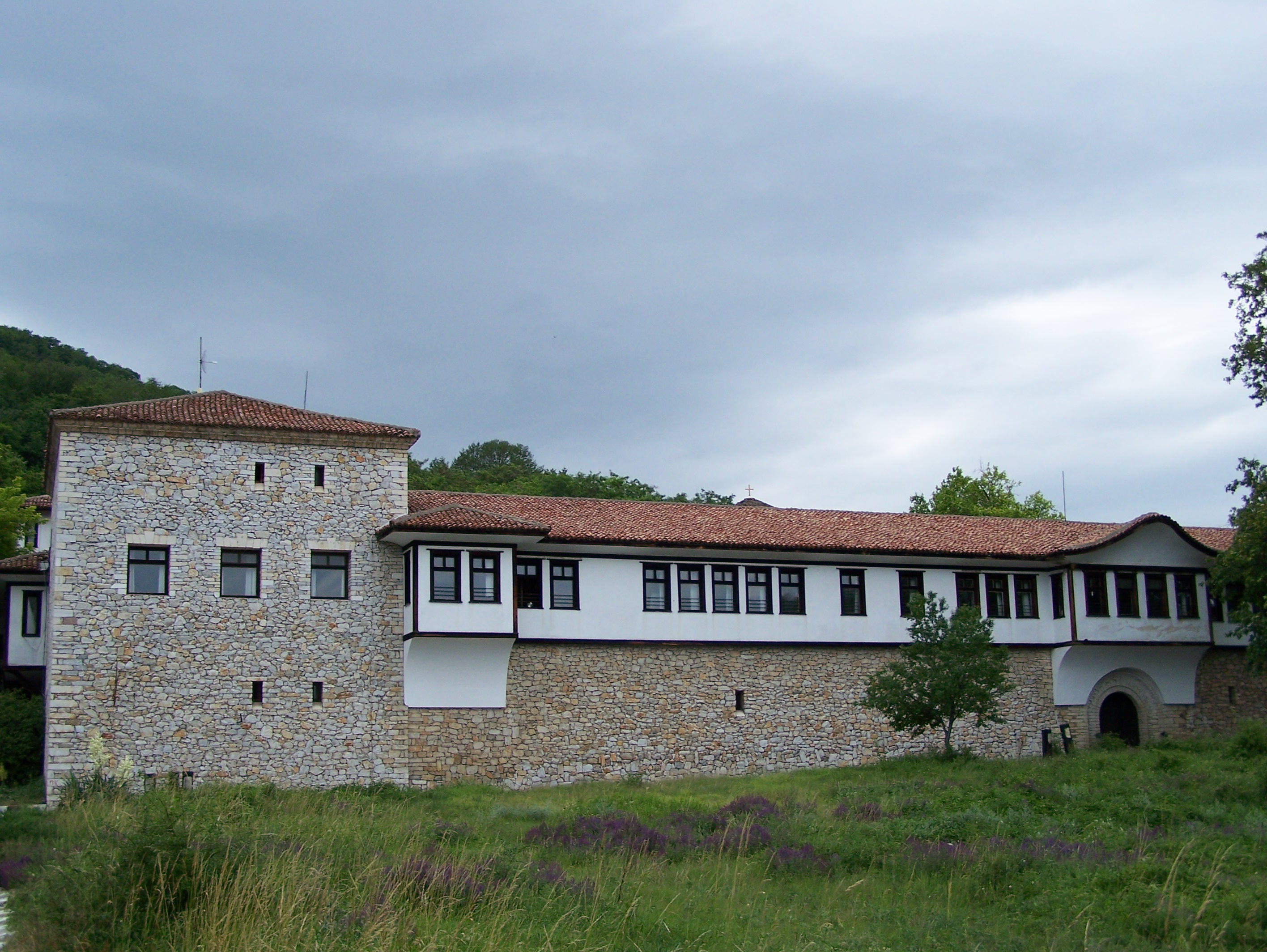
Ostflügel mit Klosterpforte (1992)

Das Kloster Gorni Woden »Hll. Kirik und Julita« (bulgarisch Горноводенски манастир »Св. Св. Кирик и Юлита«) ist ein Nonnenkloster im geistlichen Bezirk Assenowgrad der Diözese Plowdiw der Bulgarisch-Orthodoxen Kirche. Es wurde vermutlich Ende des 11. oder Anfang des 12. Jahrhunderts als Mönchskloster gegründet. Zwischen 1943 und 1944 war die Klosteranlage ein Konzentrationslager. Ab 1987 diente sie als Kreativbasis der Union der Architekten in Bulgarien. 2015 wurde der Klosterkomplex der Bulgarisch-Orthodoxen Kirche restituiert.

## Lage
Das heutige Kloster befindet sich ca. 3 km südwestlich des Zentrums der Stadt Assenowgrad (Асеновград) auf einer Terrasse an der Nordflanke des Gebirgsteils Tschernatiza (дял Чернатица) der Westrhodopen. Es liegt im Süden des Stadtteils Gorni Woden (кв. Горни Воден) und ist von dort über eine asphaltierte Straße erreichbar. Etwa 500 m südöstlich des Klosters erhebt sich ein Kalksteinfelsen, an dessen Fuß eine wundertätige Quelle entspringt. In ihrer unmittelbaren Nachbarschaft steht die Kapelle »Hll. Kirik und Julita« (Параклис »Св. Св. Кирик и Юлита«). Sie markiert den ersten Standort des Klosters.

## Geschichte

### Anfänge
Der Ort des ersten Klosters war bereits zu vorchristlicher Zeit eine Kultstätte. Dies zeigen die Überreste eines thrakischen Heiligtums in der Nähe der heilenden Quelle. Über die Gründung des Klosters liegen keine Dokumente vor. Zunächst wurde davon ausgegangen, dass es zur Zeit des Zweiten Bulgarischen Reichs (1185–1396) angelegt wurde. Der Fund eines Bleisiegels des byzantinischen Kaisers Alexios I Komnenos (1057–1118) ist ein Indiz, dass die Anfänge des Klosters in der Periode der byzantinischen Herrschaft (1018–1185) liegen. Vermutlich wurde es Ende des 11. oder Anfang des 12. Jahrhunderts, also ungefähr zeitgleich mit dem nahe gelegenen Kloster Batschkowo, gegründet. Als Patrone wählten die Mönche die Heiligen Quiricus und Julitta (bulgarisch Св. Св. Кирик и Юлита, transkribiert Hll. Kirik und Julita).

### 17. und 18. Jahrhundert
1657 wurde seitens der osmanischen Obrigkeit der Versuch einer gewaltsamen Islamisierung der bulgarischen Bevölkerung in den Rhodopen unternommen. Dabei kam es zur Zerstörung von 218 Kirchen und 33 Klöstern im Gebiet zwischen Kostenez und dem heutigen Assenowgrad. Darunter befand sich auch das Kloster »Hll. Kirik und Julita«. Zum Ende des 17. Jahrhunderts wurde ein neues Kloster auf einer tiefer gelegenen Terrasse des Gebirgsteils Tschernatiza errichtet. Seine Patronin war die Heilige Paraskewa (Света Параскева). Im Jahr 1767 erfolgte die Auflösung des Bulgarischen Erzbistums von Ohrid. Damit kam das Kloster unter die Oberhoheit des griechisch dominierten Ökumenischen Patriarchats von Konstantinopel.

### 19. Jahrhundert
1808 konnte auch das alte Kloster wieder aufgebaut werden. Ende des 18. und Anfang des 19. Jahrhunderts erschütterten innere Unruhen den europäischen Teil des osmanischen Reichs. Über 20 Jahre lang überfielen marodierende Soldaten als auch Räuber die Einwohner der Städte, Dörfer und Klöster im Gebiet des ehemaligen Bulgariens. Im Jahre 1810 wurden beide Klöster durch die Bande des Emin Ağa gebrandschatzt. Der Wiederaufbau des unteren Klosters begann 1816 und endete 1835. Am 15. Oktober 1850 konnte die Weihe der Klosterkirche »Hl. Paraskewa« gefeiert werden. Die benötigten Mittel stifteten bulgarisch- als auch griechischstämmige Einwohner des damaligen Dorfs Gorni Woden sowie umliegender Gemeinden. Im Gegensatz dazu erfolgte die Renovierung der Kirche „Hll. Kirik und Julita“ erst im Jahre 1862. Seitdem wurde nur noch von einem Kloster mit dem Namen »Hll. Kirik und Julita« gesprochen. Die alte Klosterkirche erhielt den Status einer Kapelle. Anschließend waren dort nur noch 1‑2 Mönche dauerhaft zugegen.
Das Kloster entwickelte sich zu einer beliebten Pilgerstätte. Die Mönche eröffneten eine Klosterschule für die Kinder in der Nachbarschaft. Der Plowdiwer Metropolit Chrysanth setzte dort das Griechische als Unterrichtssprache durch. Obwohl Sultan Abdülaziz am 28. Februar 1870 mit dem Ferman zur Errichtung des Bulgarischen Exarchats die bulgarische Kirchenorganisation wiederhergestellt hatte, blieb das Kloster in der Obhut des Ökumenischen Patriarchats.

### 20. und 21. Jahrhundert
1906 drang eine Gruppe bewaffneter Männer aus dem Dorf Ljaskowo (с. Лясково) in das Kloster ein, vertrieb die griechischen Geistlichen und übergab es dem Bulgarischen Exarchat. Nach der Oktoberrevolution fanden Mönche der Russisch-Orthodoxen Kirche im Kloster Zuflucht. In der Anlage gab es 1920 53 Zimmer, acht Küchen, ein Refektorium, zwei Getreidespeicher, zwei Bäckereien und vier Pferdeställe. Es besaß 615 Hektar Felder und Weinberge sowie 1.200 Hektar Wald. Zwischen 1922 und 1937 bestand im Kloster ein russisches theologisches Seminar. Am 17. August 1924 kam es zu einem Brand, dem der Westflügel mit den Unterkünften für Pilger zum Opfer fiel. Nur vier Jahre später, während des Erdbebens von Tschirpan, erlitten verschiedene Klostergebäude schwere Schäden. Im Jahr 1930 fand die Übertragung des Klosters an das Bulgarische Exarchat die offizielle Anerkennung des Ökumenischen Patriarchats. Die Blütezeit des Klosters bildeten die Jahre 1934–1935. Damals lebten dort 11 Mönche, ein Arzt, fünf Lehrer und 30 Studenten. Auch das alte Kloster wurde revitalisiert.
Im Jahre 1943 beschlagnahmte der bulgarische Staat das Kloster und wandelte es in ein Konzentrationslager um. Die dort gefangen gehaltenen Personen waren Antifaschisten, Intellektuelle, sowjetische Kriegsgefangene und sog. „staatsfeindliche Elemente“. Sie wurden am Vorabend des 9. Septembers 1944 durch Partisanen befreit. Danach war das Kloster verlassen. Es wurde als Heim für Menschen mit psychischen Erkrankungen vom Ministerium für Volksgesundheit angemietet. 1965 brach ein Feuer aus, das den südöstlichen Teil des Klosters vernichtete. Am 1. Januar 1972 wurde der letzte Igumen (Klostervorsteher), Pater Slatan Todorow (Отец Златан Тодоров), altershalber emeritiert. Damit erstarb das klösterliche Leben. Im selben Jahr erhielt das Gebäudeensemble den Status eines Kulturdenkmals von nationaler Bedeutung.
1981 trat die Union der Architekten in Bulgarien (Съюза на архитектите в България) an die Diözese Plowdiw mit dem Vorschlag heran, die leerstehende und teilweise verfallene Klosteranlage zu renovieren und zu einer internationalen Architekturakademie umzubauen. Der Metropolit erteilte seine Zustimmung zur neuen Nutzung. Das Projekt eines Architektenteams unter Leitung von Ljubomir und Christo Schinkow (Любомир и Христо Шинкови) wurde 1982 auf der Weltbiennale der Architektur ausgezeichnet. Die Arbeiten begannen 1983. Am 25. September 1987 wurde der Architekturkomplex »Kloster Hll. Kirik und Julita« vom Vorsitzenden der Union der Architekten in Bulgarien, Georgi Stoilow (Георги Стоилов), eröffnet.
Im Jahre 2008 reichte Metropolit Nikolaj von Plowdiw Klage auf Restitution der Klosteranlage ein. Er begründete dies mit dem Sachverhalt, dass sie nicht mehr, wie 1982 vertraglich festgelegt, als Kreativbasis der Union Bulgarischer Architekten genutzt wurde. Gleichzeitig ernannte er Schwester Julita (Сестра Юлита) zur ersten Igumeni (Klostervorsteherin). Der Rechtsstreit endete mit dem Urteil des Höchsten Kassationsgerichts vom 5. März 2015, in dem das Kloster der Bulgarisch-Orthodoxen Kirche zugesprochen wurde. Eine Reliquie des Heiligen Quiricus ist inzwischen vom Kloster Batschkowo in die Kirche »Hl. Paraskewa« übertragen worden.

## Kunst und Architektur

### Klosteranlage
Die Klosteranlage bildet ein nach Nordnordwest ausgerichtetes, nahezu quadratförmiges Rechteck. Der Hof ist allseitig von zwei- und dreistöckigen Wohn- und Wirtschaftsgebäuden umschlossen. Die Außenfassade als auch die Innenfassade des Westflügels bestehen im unteren Teil aus Natursteinmauerwerk. Darin sind schießschartenartige Öffnungen eingelassen. Über dem Mauerwerk erheben sich die Wohnbereiche. Die Klosterpforte befindet sich in der Mitte des Ostflügels. Ihre Lage ist durch einen Erker hervorgehoben. Desgleichen wird die Nordostecke des Komplexes durch einen Erker akzentuiert. Zum Klosterhof hin verfügen die Gebäude über offene Galerien. Die Bauten stammen aus der ersten Hälfte des 19. Jahrhunderts. Sie wurden zwischen 1983 und 1987 restauriert. Der verfallene Westflügel wurde wieder errichtet und hat seine Größe wie vor dem Brand in den 1920er Jahren zurückerhalten. Nach Neugestaltung der Innenbereiche beherbergte der Gebäudekomplex sechs Studios, verschiedene Wohnungen, einen Vortragssaal mit 200 Plätzen, eine Ausstellungshalle, ein Café, ein Restaurant sowie ein Hotel mit 44 Zimmern und mehreren Appartements. In der Mitte des Klosterhofs erhebt sich die geostete Kirche »Hl. Paraskewa«. Das älteste Objekt der Anlage ist ein Brunnen aus dem Jahr 1696. Gemäß einer Gedenkinschrift in bulgarischer Sprache wurde dieser in der Amtszeit von Igumen Stefan (Игумен Стефан) von Meister Nikola (Майстор Никола) angelegt.

### Kirche »Hl. Paraskewa«

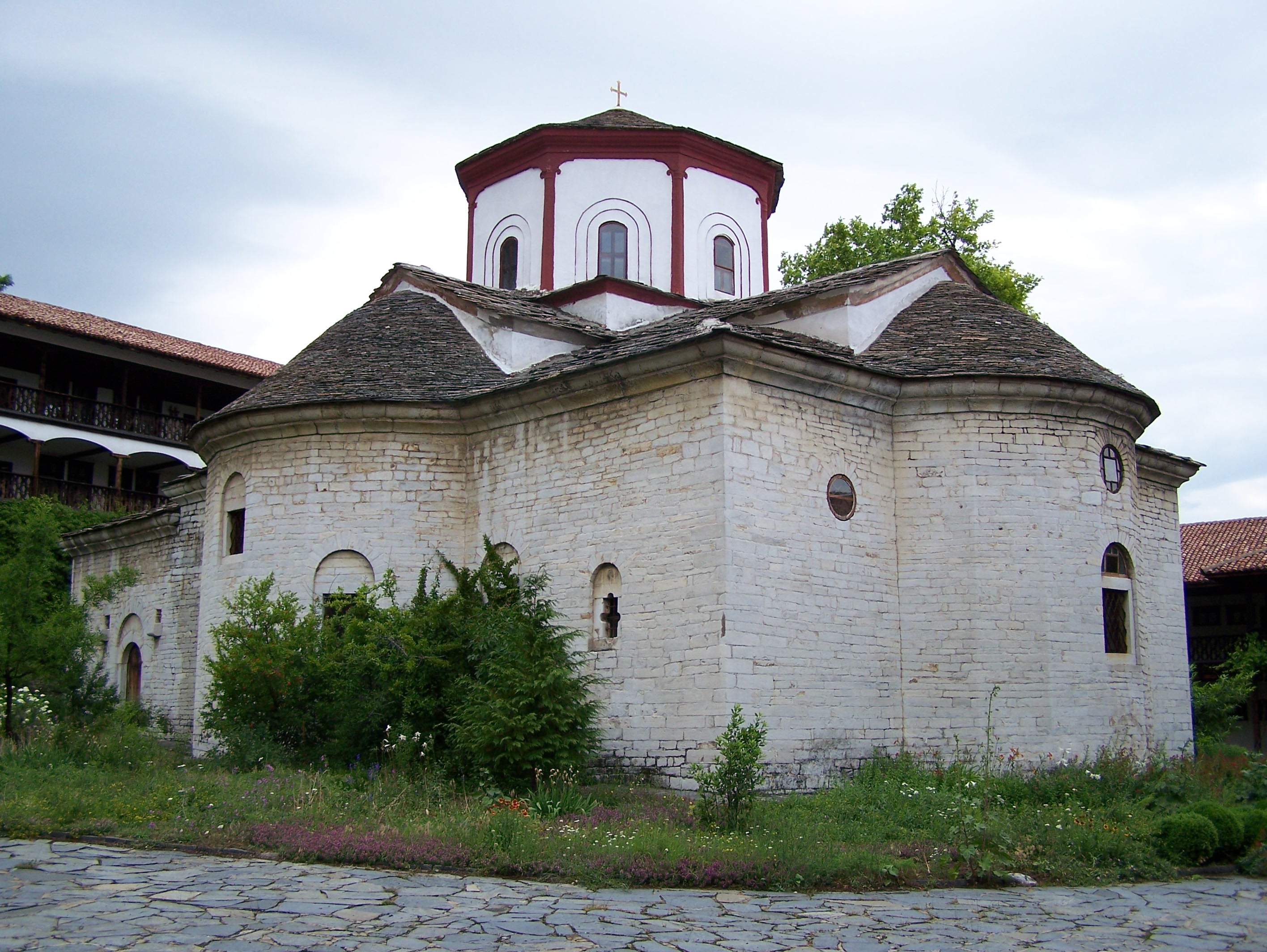
Kirche »Hl. Paraskewa« (2016)

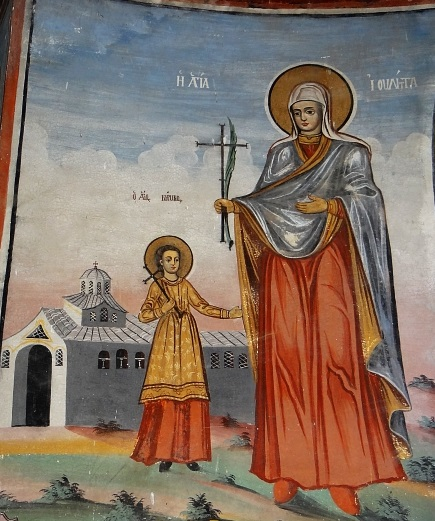
Fresko »Hll. Kirik und Julita« von Aleksi Atanassow aus dem Jahre 1848

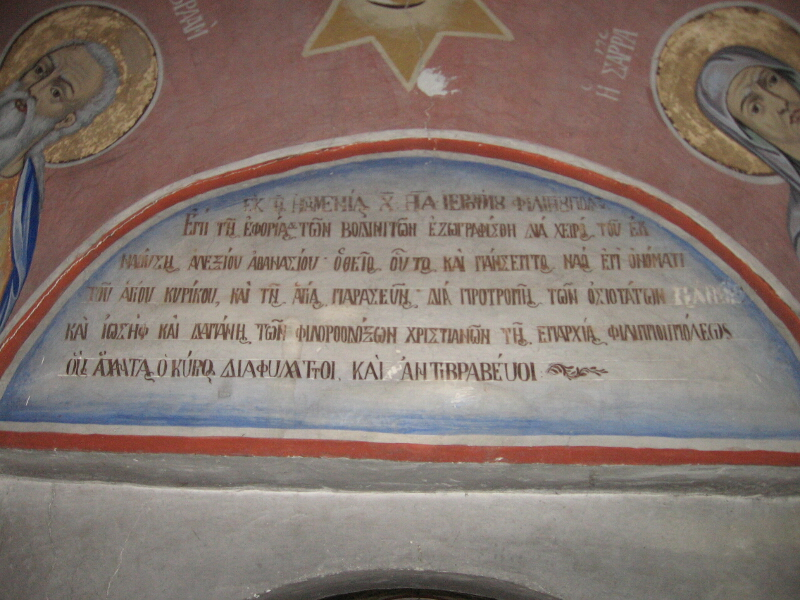
Lünette über der Westtür zum Naos der Kirche »Hl. Paraskewa« (2016)

Die Klosterkirche ist eine dreischiffige Dreikonchenanlage mit einer inneren Vorhalle (Esonarthex). Die Apsidien reichen bis zum Dachsims. Über dem Dach der kreuzförmigen Kirche erhebt sich auf einem achteckigen Tambour eine Kuppel. Der Bauplan entspricht dem der Kirche »Hl. Erzmärtyrin Nedelja« im Kloster Arapowo. Der gesamte Kirchenraum ist mit Fresken ausgeschmückt. Sie zeigen Szenen aus dem Evangelium und aus dem Leben der Heiligen Quiricus und Julitta, der Heiligen Paraskewa sowie des Heiligen Iwan Rilski. Ein Wandbild erinnert an den Neumärtyrer Georg von Ioannina (griechisch Νεομάρτυρας Άγιος Γεώργιος ο εν Ιωαννίνοις, bulgarisch Св. Георги Нови Янински, Hl. Georgi Novi Janinski), der 1838 von den Osmanen hingerichtet wurde. Die Fresken sind Werke verschiedener Meister. In der Lünette über der Tür zum Gemeinderaum (Naos) ist Aleksi Atanassow (Алекси Атанасов) aus Naoussa (Griechenland) speziell genannt. Die Wandmalereien im Naos wurden in den Jahren 1847–1848 fertig gestellt. Sie sind z. T. vielfigurig ausgeführt und lassen Einflüsse des Barocks erkennen. Bemerkenswert sind die Bilder „Das letzte Abendmahl“ im Naos, das Aleksi Atanassow zugeschrieben wird, und „Das Jüngste Gericht“ im Narthex. Ein wertvolles Kunstwerk stellt auch der holzgeschnitzte und vergoldete Ikonostas dar, der vielfältige Pflanzenornamente aufweist. Er wurde von einem unbekannten Meister zwischen 1864 und 1871 gestaltet. Einige Ikonen darin sind Werke des bedeutenden Künstlers aus der Zeit der Bulgarischen Wiedergeburt Sachari Sograf (Захари Зограф).

### Kapelle »Hll. Kirik und Julita«
Die Kapelle weist ein Tonnengewölbe mit einer Apsis auf. An ihrer Westseite existierte eine äußere Vorhalle, die heute nicht mehr erhalten ist. Die Außenwände sind verputzt. Das Dach ist mit Steinplatten gedeckt. Fresken an der Nordwand illustrieren das Leben der Heiligen Quiricus und Julitta. An der Südwand findet sich ein lebensgroßes Bild des Stifters Janaki Politis (Янаки Политис) aus Plowdiw, das von Aleksi Atanassow 1862 ausgeführt wurde.

## Patronatsfest
Das Patronatsfest des Klosters ist der Gedenktag der Heiligen Quiricus und Julitta, der nach dem orthodoxen Heiligenkalender am 15. Juli begangen wird.